# المنزورا
المنزورا (به اسپانیایی: Almanzora) یک منطقهٔ مسکونی در اسپانیا است که در استان آلمریا واقع شده‌است.

## خصوصیات
المنزورا ۴۷۸ نفر جمعیت دارد و ۲۹۵ متر بالاتر از سطح دریا واقع شده‌است.